# Élections législatives de 1898 dans l'Aude
Les élections législatives de 1898 ont eu lieu les 8 et 22 mai 1898.

## Députés élus
|   | Circonscription | Député sortant |  | Groupe parlementaire | Député élu                |  | Groupe parlementaire       |
| - | --------------- | -------------- |  | -------------------- | ------------------------- |  | -------------------------- |
| 1 | Carcassonne     |                |  |                      | Ferdinand Théron          |  | Radical-socialiste         |
| 2 | Castelnaudary   |                |  |                      | Edmond Saba               |  | Gauche démocratique        |
| 3 | Limoux          |                |  |                      | Étienne Dujardin-Beaumetz |  | Gauche démocratique        |
| 4 | 1re de Narbonne |                |  |                      | Edmond Bartissol          |  | Républicains progressistes |
| 5 | 2e de Narbonne  |                |  |                      | Adolphe Turrel            |  | Républicains progressistes |

## Résultats à l'échelle du département
| Partis         | Partis                     | Premier tour | Premier tour | Deuxième tour | Deuxième tour | Sièges |
| Partis         | Partis                     | Voix         | %            | Voix          | %             | Sièges |
| -------------- | -------------------------- | ------------ | ------------ | ------------- | ------------- | ------ |
|                | Républicains progressistes | 19 610       | 26,32        | 6 233         | 26,23         | 2      |
|                | Radicaux-socialistes       | 16 607       | 22,29        |               |               | 1      |
|                | Radicaux                   | 16 421       | 22,04        | 5 854         | 24,63         | 2      |
|                | Ralliés                    | 8 693        | 11,67        | 5 463         | 22,99         | 0      |
|                | Parti ouvrier français     | 5 208        | 6,99         | 6 174         | 25,98         | 0      |
|                | Socialistes                | 4 002        | 5,37         |               |               | 0      |
|                | Monarchistes               | 3 838        | 5,15         | 0             |               |        |
|                | Divers                     | 128          | 0,17         | 39            | 0,16          | 0      |
|                |                            |              |              |               |               |        |
| Inscrits       | Inscrits                   | 98 946       | 100,00       | 29 958        | 100,00        | 5      |
| Votants        | Votants                    | 75 338       | 76,14        | 24 018        | 80,17         |        |
| Abstentions    | Abstentions                | 23 608       | 23,86        | 5 940         | 19,83         |        |
| Blancs et nuls | Blancs et nuls             | 831          | 1,10         | 255           | 1,06          |        |
| Exprimés       | Exprimés                   | 74 507       | 98,90        | 23 763        | 98,94         |        |

## Résultats par arrondissement

### Arrondissement de Carcassonne
| Candidat       | Candidat            | Parti                    | Premier tour | Premier tour |
| Candidat       | Candidat            | Parti                    | Voix         | %            |
| -------------- | ------------------- | ------------------------ | ------------ | ------------ |
|                | Ferdinand Théron    | Radical-socialiste       | 11 197       | 50,93        |
|                | Jean Marty          | Républicain progressiste | 6 932        | 31,53        |
|                | Alarie de Belfortès | Monarchiste              | 3 838        | 17,46        |
|                | Divers              | Divers                   | 18           | 0,08         |
|                |                     |                          |              |              |
| Inscrits       | Inscrits            | Inscrits                 | 30 041       | 100,00       |
| Votants        | Votants             | Votants                  | 22 185       | 73,85        |
| Abstention     | Abstention          | Abstention               | 7 856        | 26,15        |
| Blancs et nuls | Blancs et nuls      | Blancs et nuls           | 200          | 0,90         |
| Exprimés       | Exprimés            | Exprimés                 | 21 985       | 99,10        |

### Arrondissement de Castelnaudary
| Candidat       | Candidat            | Parti              | Premier tour | Premier tour | Deuxième tour | Deuxième tour |
| Candidat       | Candidat            | Parti              | Voix         | %            | Voix          | %             |
| -------------- | ------------------- | ------------------ | ------------ | ------------ | ------------- | ------------- |
|                | Edmond Saba         | Radical            | 4 277        | 39,38        | 5 854         | 51,57         |
|                | De Laurens-Castelet | Rallié             | 4 064        | 37,42        | 5 463         | 48,13         |
|                | Durand              | Radical-socialiste | 2 519        | 23,20        |               |               |
|                | Divers              | Divers             |              |              | 34            | 0,30          |
|                |                     |                    |              |              |               |               |
| Inscrits       | Inscrits            | Inscrits           | 14 544       | 100,00       | 14 544        | 100,00        |
| Votants        | Votants             | Votants            | 11 084       | 76,21        | 11 532        | 79,29         |
| Abstention     | Abstention          | Abstention         | 3 460        | 23,79        | 3 012         | 20,71         |
| Blancs et nuls | Blancs et nuls      | Blancs et nuls     | 224          | 2,02         | 181           | 1,57          |
| Exprimés       | Exprimés            | Exprimés           | 10 860       | 97,98        | 11 351        | 98,43         |

#### Élection partielle du 2 juillet 1899 à la suite du décès deEdmond Saba
| Candidat       | Candidat       | Parti              | Premier tour | Premier tour |
| Candidat       | Candidat       | Parti              | Voix         | %            |
| -------------- | -------------- | ------------------ | ------------ | ------------ |
|                | Jules Rivals   | Radical            | 6 636        | 79,82        |
|                | Gouttes        | Radical-socialiste | 1 675        | 20,15        |
|                | Divers         | Divers             | 3            | 0,04         |
|                |                |                    |              |              |
| Inscrits       | Inscrits       | Inscrits           | 14 240       | 100,00       |
| Votants        | Votants        | Votants            | 8 649        | 60,74        |
| Abstention     | Abstention     | Abstention         | 5 591        | 39,26        |
| Blancs et nuls | Blancs et nuls | Blancs et nuls     | 335          | 3,87         |
| Exprimés       | Exprimés       | Exprimés           | 8 314        | 96,13        |

#### Élection partielle du 12 et 26 mai 1901 à la suite de la démission de Jules Rivals
| Candidat       | Candidat            | Parti              | Premier tour | Premier tour | Deuxième tour | Deuxième tour |
| Candidat       | Candidat            | Parti              | Voix         | %            | Voix          | %             |
| -------------- | ------------------- | ------------------ | ------------ | ------------ | ------------- | ------------- |
|                | Antonin Senescail   | Radical            | 4 107        | 38,43        | 6 151         | 94,54         |
|                | De Laurens-Castelet | Rallié             | 3 540        | 33,12        | 106           | 1,63          |
|                | De Péraldi          | Radical-socialiste | 2 997        | 28,04        | 180           | 2,77          |
|                | Divers              | Divers             | 44           | 0,41         | 69            | 1,06          |
|                |                     |                    |              |              |               |               |
| Inscrits       | Inscrits            | Inscrits           | 14 388       | 100,00       | 14 388        | 100,00        |
| Votants        | Votants             | Votants            | 10 882       | 75,63        | 6 895         | 47,92         |
| Abstention     | Abstention          | Abstention         | 3 506        | 24,37        | 7 493         | 52,08         |
| Blancs et nuls | Blancs et nuls      | Blancs et nuls     | 194          | 1,78         | 389           | 5,64          |
| Exprimés       | Exprimés            | Exprimés           | 10 688       | 98,22        | 6 506         | 94,36         |

### Arrondissement de Limoux
| Candidat       | Candidat                  | Parti          | Premier tour | Premier tour |
| Candidat       | Candidat                  | Parti          | Voix         | %            |
| -------------- | ------------------------- | -------------- | ------------ | ------------ |
|                | Étienne Dujardin-Beaumetz | Radical        | 11 016       | 70,34        |
|                | Ferrouil de Montgaillard  | Rallié         | 4 629        | 29,56        |
|                | Divers                    | Divers         | 15           | 0,10         |
|                |                           |                |              |              |
| Inscrits       | Inscrits                  | Inscrits       | 20 498       | 100,00       |
| Votants        | Votants                   | Votants        | 15 811       | 77,13        |
| Abstention     | Abstention                | Abstention     | 4 687        | 22,87        |
| Blancs et nuls | Blancs et nuls            | Blancs et nuls | 151          | 0,96         |
| Exprimés       | Exprimés                  | Exprimés       | 15 660       | 99,04        |

### Arrondissement de Narbonne

#### 1recirconscription
| Candidat       | Candidat          | Parti                    | Premier tour | Premier tour | Deuxième tour | Deuxième tour |
| Candidat       | Candidat          | Parti                    | Voix         | %            | Voix          | %             |
| -------------- | ----------------- | ------------------------ | ------------ | ------------ | ------------- | ------------- |
|                | Edmond Bartissol  | Républicain progressiste | 5 219        | 45,15        | 6 233         | 50,22         |
|                | Ernest Ferroul    | POF                      | 5 208        | 45,06        | 6 174         | 49,74         |
|                | Louis Cros-Bonnel | Radical                  | 1 128        | 9,76         |               |               |
|                | Divers            | Divers                   | 3            | 0,03         | 5             | 0,04          |
|                |                   |                          |              |              |               |               |
| Inscrits       | Inscrits          | Inscrits                 | 15 414       | 100,00       | 15 414        | 100,00        |
| Votants        | Votants           | Votants                  | 11 645       | 75,55        | 12 486        | 81,00         |
| Abstention     | Abstention        | Abstention               | 3 769        | 24,45        | 2 928         | 19,00         |
| Blancs et nuls | Blancs et nuls    | Blancs et nuls           | 87           | 0,75         | 74            | 0,59          |
| Exprimés       | Exprimés          | Exprimés                 | 11 558       | 99,25        | 12 412        | 99,41         |

#### Élection partielle du 26 février 1899 à la suite de la l'invalidation de Edmond Bartissol
| Candidat       | Candidat       | Parti                    | Premier tour | Premier tour |
| Candidat       | Candidat       | Parti                    | Voix         | %            |
| -------------- | -------------- | ------------------------ | ------------ | ------------ |
|                | Ernest Ferroul | POF                      | 5 782        | 55,12        |
|                | Liouville      | Républicain progressiste | 4 700        | 44,80        |
|                | Divers         | Divers                   | 8            | 0,08         |
|                |                |                          |              |              |
| Inscrits       | Inscrits       | Inscrits                 | 14 744       | 100,00       |
| Votants        | Votants        | Votants                  | 10 571       | 71,70        |
| Abstention     | Abstention     | Abstention               | 4 173        | 28,30        |
| Blancs et nuls | Blancs et nuls | Blancs et nuls           | 81           | 0,77         |
| Exprimés       | Exprimés       | Exprimés                 | 10 490       | 99,23        |

#### 2ecirconscription
| Candidat       | Candidat       | Parti                    | Premier tour | Premier tour |
| Candidat       | Candidat       | Parti                    | Voix         | %            |
| -------------- | -------------- | ------------------------ | ------------ | ------------ |
|                | Adolphe Turrel | Républicain progressiste | 7 459        | 51,64        |
|                | Paul Narbonne  | Socialiste               | 4 002        | 27,71        |
|                | Berlioz        | Radical-socialiste       | 2 891        | 20,02        |
|                | Divers         | Divers                   | 92           | 0,64         |
|                |                |                          |              |              |
| Inscrits       | Inscrits       | Inscrits                 | 18 449       | 100,00       |
| Votants        | Votants        | Votants                  | 14 613       | 79,21        |
| Abstention     | Abstention     | Abstention               | 3 836        | 20,79        |
| Blancs et nuls | Blancs et nuls | Blancs et nuls           | 169          | 1,16         |
| Exprimés       | Exprimés       | Exprimés                 | 14 444       | 98,84        |

##### Élection partielle du 2 octobre 1898 à la suite de la l'invalidation de Adolphe Turrel
| Candidat       | Candidat       | Parti                    | Premier tour | Premier tour |
| Candidat       | Candidat       | Parti                    | Voix         | %            |
| -------------- | -------------- | ------------------------ | ------------ | ------------ |
|                | Paul Narbonne  | Socialiste               | 7 447        | 75,59        |
|                | Olivé          | Républicain progressiste | 1 865        | 18,93        |
|                | Franc          | Républicain progressiste | 386          | 3,92         |
|                | Berlioz        | Radical-socialiste       | 81           | 0,82         |
|                | Divers         | Divers                   | 73           | 0,74         |
|                |                |                          |              |              |
| Inscrits       | Inscrits       | Inscrits                 | 18 252       | 100,00       |
| Votants        | Votants        | Votants                  | 10 236       | 56,08        |
| Abstention     | Abstention     | Abstention               | 8 016        | 43,92        |
| Blancs et nuls | Blancs et nuls | Blancs et nuls           | 384          | 3,75         |
| Exprimés       | Exprimés       | Exprimés                 | 9 852        | 96,25        |